# Joan Guarro i Fló
Joan Guarro i Fló est un astronome espagnol.

## Biographie
Le Centre des planètes mineures le crédite de la découverte de cinq astéroïdes numérotés, effectuée entre 1999 et 2000.
| (13868) Catalonia  | 29 décembre 1999 |
| (55112) Mariangela | 28 août 2001     |
| (94243) 2001 CB10  | 3 février 2001   |
| (107312) 2001 CA10 | 3 février 2001   |
| (131154) 2001 CZ9  | 3 février 2001   |